# Edizioni dell'Orso
Edizioni dell'Orso è una casa editrice italiana fondata ad Alessandria nel 1979, specializzata nelle discipline umanistiche.

## Storia e attività editoriale
Colpita gravemente dall'Alluvione del Tanaro del 1994, la casa editrice, pur mantenendo la sede legale ad Alessandria, ha spostato quella operativa a Novi Ligure. Molte delle riviste e delle collane della casa editrice, destinate ad un pubblico di studenti e ricercatori, sono realizzate in collaborazione con dipartimenti universitari e istituzioni culturali. 
Tra gli oltre 2000 libri pubblicati spiccano monografie di autori quali Giorgio Barberi Squarotti , Ettore Bonora, Michele Cataudella, Manlio Cortelazzo, Arnaldo Di Benedetto, Maria Luisa Doglio, Massimo Firpo, Giorgio Melchiori, Bice Mortara Garavelli, Nicola Tranfaglia, atti di convegni quali Umberto Terracini nella storia contemporanea (1987), con scritti di Aldo Agosti, Camilla Ravera, Sandro Pertini, Alessandro Natta, Quando eravamo strutturalisti (1999), con scritti di Gian Luigi Beccaria e Maria Corti. Tra gli atti di convegni editi si ricorda anche Studi testuali (1984), "piccola raccolta di saggi dedicati ad Avalle dagli allievi torinesi", divenuto poi, per iniziativa della casa editrice, "numero zero" dell'omonima collana, e infine rivista.
Importanti sono anche le edizioni critiche e commentate, come Dell'origine della lingua italiana: dissertazione 32 sopra le antichità italiane di Ludovico Antonio Muratori, a cura di Claudio Marazzini (1988), Le novelle di Matteo Bandello (1992-1996), il Trattato sulla febbre (1995) e il De Anima (2005) di Alessandro di Afrodisia, Il celebre e raro trattato de' tre impostori (1996), a cura di Luciano Guerci,  La via del rifugio secondo il manoscritto di Guido Gozzano (1997) a cura di Marziano Guglielminetti, Forme del pensiero. Studi di retorica classica di Adriano Pennacini (2003), Testimonianze e frammenti di Ferecide di Atene (2004), gli Inni di Callimaco tradotti da Dionigi Strocchi (2014), il Roman de la rose (2015), il Romanzo di Troia (2019), Heimskringla: le saghe dei re di Norvegia di Snorri Sturluson (2013-2022), L'Arte di spiegare i poeti di Sveva Frigerio, varie edizioni del Roman de Renart, l'Edizione nazionale delle opere di Torquato Tasso.
Apprezzata in ambito accademico risulta anche la produzione editoriale nel campo della linguistica e della dialettologia.